# Kees van Moorsel (architect)

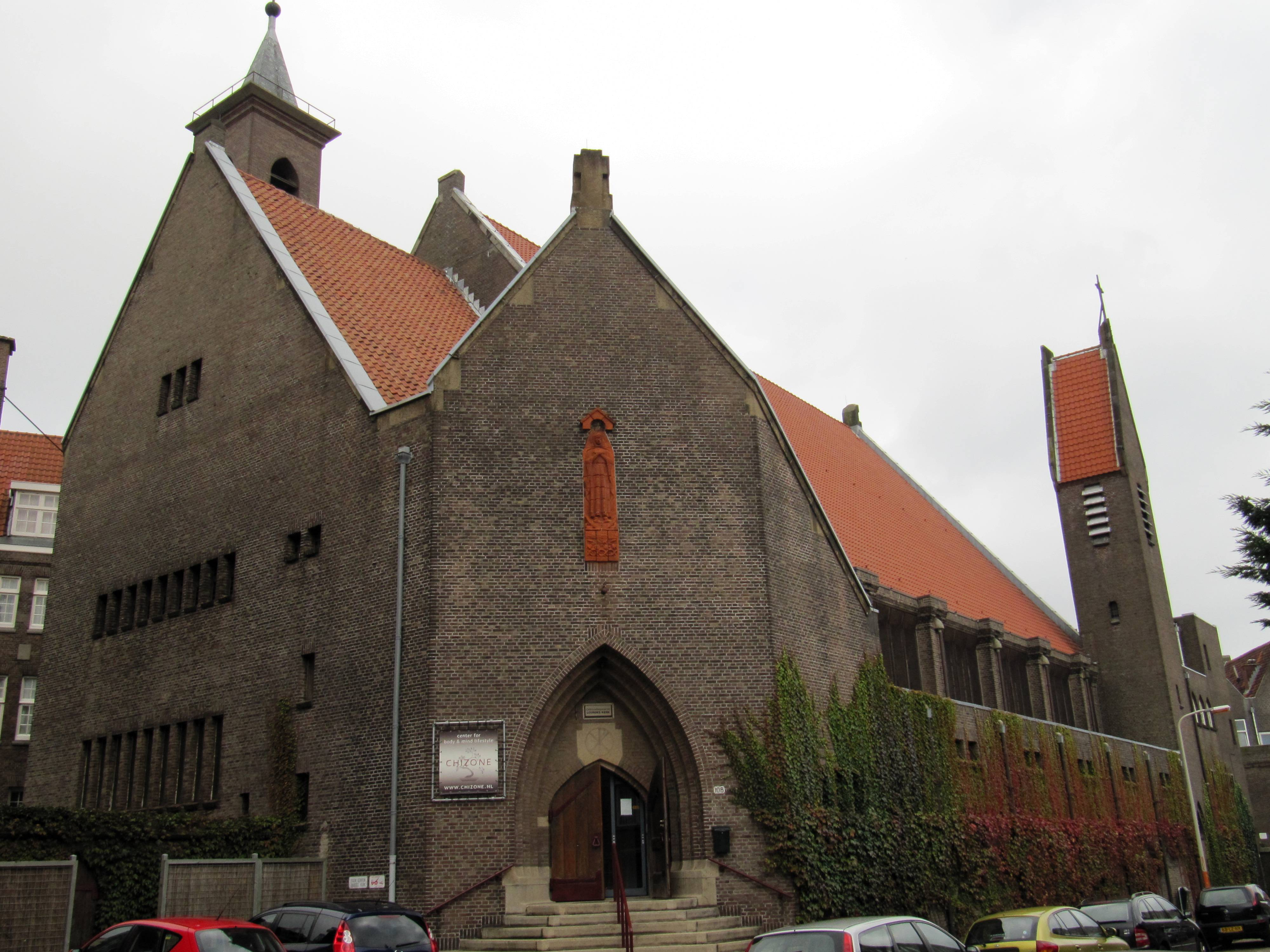
De Onze-Lieve-Vrouw van Lourdeskerk in Scheveningen

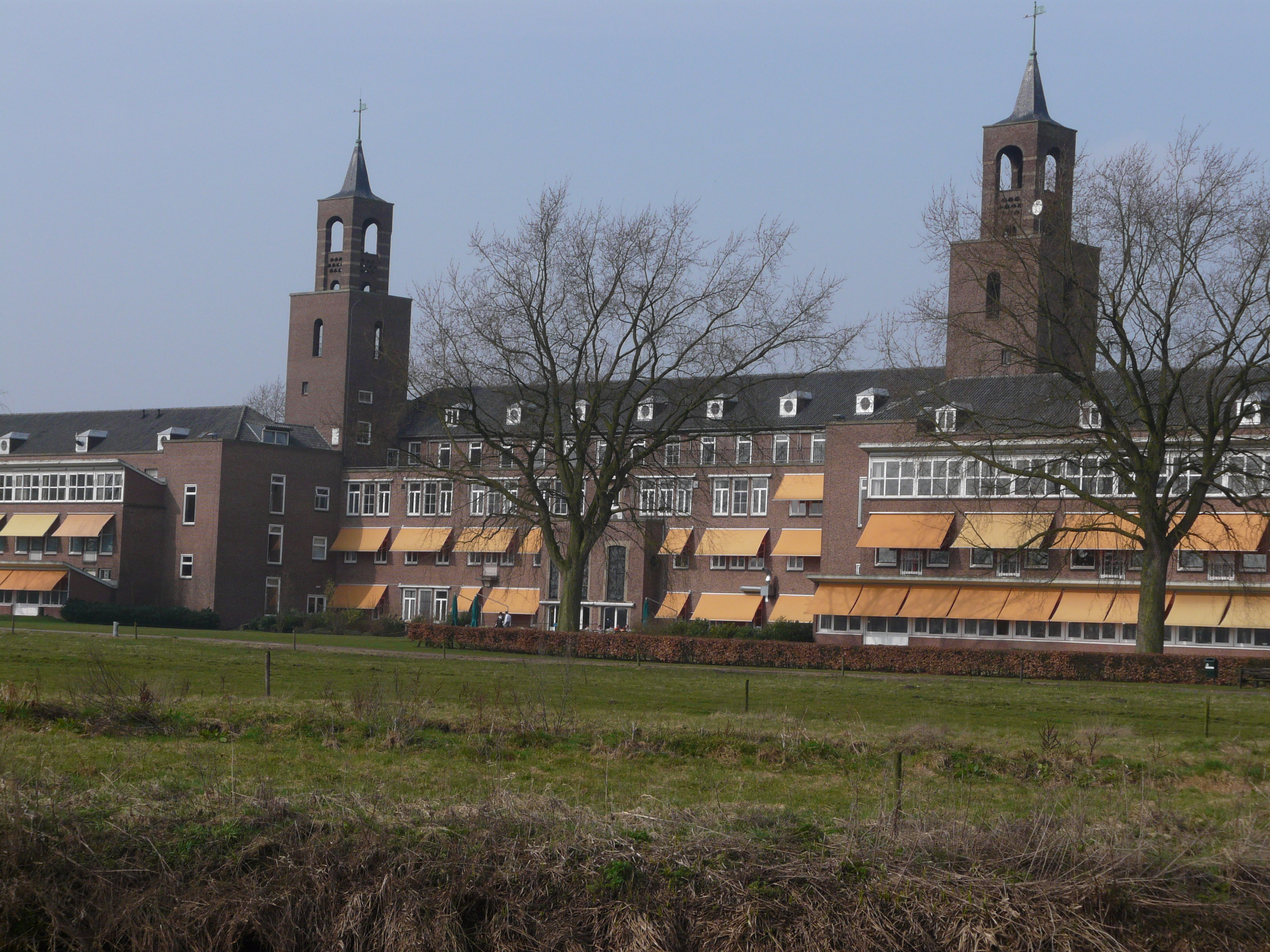
Sanatorium De Klokkenberg in Breda

Cornelis Marie van Moorsel (Den Haag, 5 maart 1892 - Voorburg, 11 januari 1962) was een Nederlands architect en architectuurcriticus.

## Leven en werk
Kees van Moorsel was een leerling van de architect A.J. Kropholler. Hij was een aanhanger van de Delftse School in het traditionalisme en was daarin samen met prof. M.J. Granpré Molière en B.J. Koldewey richtinggevend.
Van 1928 tot 1940 was hij hoofdredacteur van het Katholiek Bouwblad en publiceerde hij ook in andere architectuurbladen, zoals het Gildeboek en het Tijdschrift voor Architectuur en Beeldende Kunsten. 
Hij nam actief deel aan de landelijke conferenties over architectuur en toonde zich daar een tegenstander van het ‘nieuwe bouwen’, dat hij ongeschikt vond voor de ‘nieuwe mens, die zich maatschappelijk gebonden weet’. In de oorlog publiceerde hij over de herbouw van Rotterdam, Rhenen en Middelburg en vond dat men daarbij vooral niet uit moest gaan van de idee van een ‘functionele stad’, dat naar zijn mening de mens en het wonen ondergeschikt maakte aan economie en verkeer. De wederopbouw van Rotterdam na de bezetting was daarmee, volgens zijn opvatting, een fout ontwerp en de wederopbouw van Middelburg tijdens de bezetting een juist ontwerp. 
Ook nam hij actief deel aan de discussie over de Grondbeginselen voor restaureren zoals vastgesteld in 1917 door de Koninklijke Nederlandse Oudheidkundige Bond. In 1938-1940 laaide de discussie over de bruikbaarheid van deze Grondbeginselen opnieuw op. Van Moorsel vond het niet alleen onjuist dat ze nooit door de overheid waren vastgesteld, maar hij vond ze ook inhoudelijk onjuist. Met name de in de Grondbeginselen gedefinieerde kunstwaarde, waarbij het eigentijdse gevoel voor de kunst belangrijker was dan de herinneringswaarde, achtte hij onjuist. Hij publiceerde in die tijd veel over foute voorbeelden van restauraties, zoals bijvoorbeeld het voormalige stadhuis van Schoonhoven.
In de artikelen uit 1952, die werden geschreven ter gelegenheid van zijn zestigste verjaardag, werd hij geplaatst in de lijn van het rationele bouwen van P.J.H. Cuypers, H.P. Berlage en zijn leermeester A.J. Kropholler. Bijzonder daarbij was dat hij zelf de neogotiek van Cuypers een dwaling vond, evenals de Bossche School van Dom Hans van der Laan. Hij vond deze stijlen zijwegen in de ontwikkeling van de architectuur.
Bij veel van zijn werken streefde hij naar een samengaan tussen architectuur, schilderkunst en plastiek, het zogenaamde Gesamtkunstwerk. Hoogtepunten in zijn werk zijn de sanatoria in Bilthoven en Breda (de Klokkenberg, geplaatst op de lijst van Plasterk van 100 Wederopbouwmonumenten). Verder bouwde hij kerken, scholen en woningen in verschillende plaatsen. Een groot deel van zijn werkzame tijd woonde de architect in Voorburg aan de Laan van Nieuw Oost-Indië en werd hij geassisteerd door de architect H.T.M. Hirdes.

## Werken (selectie)

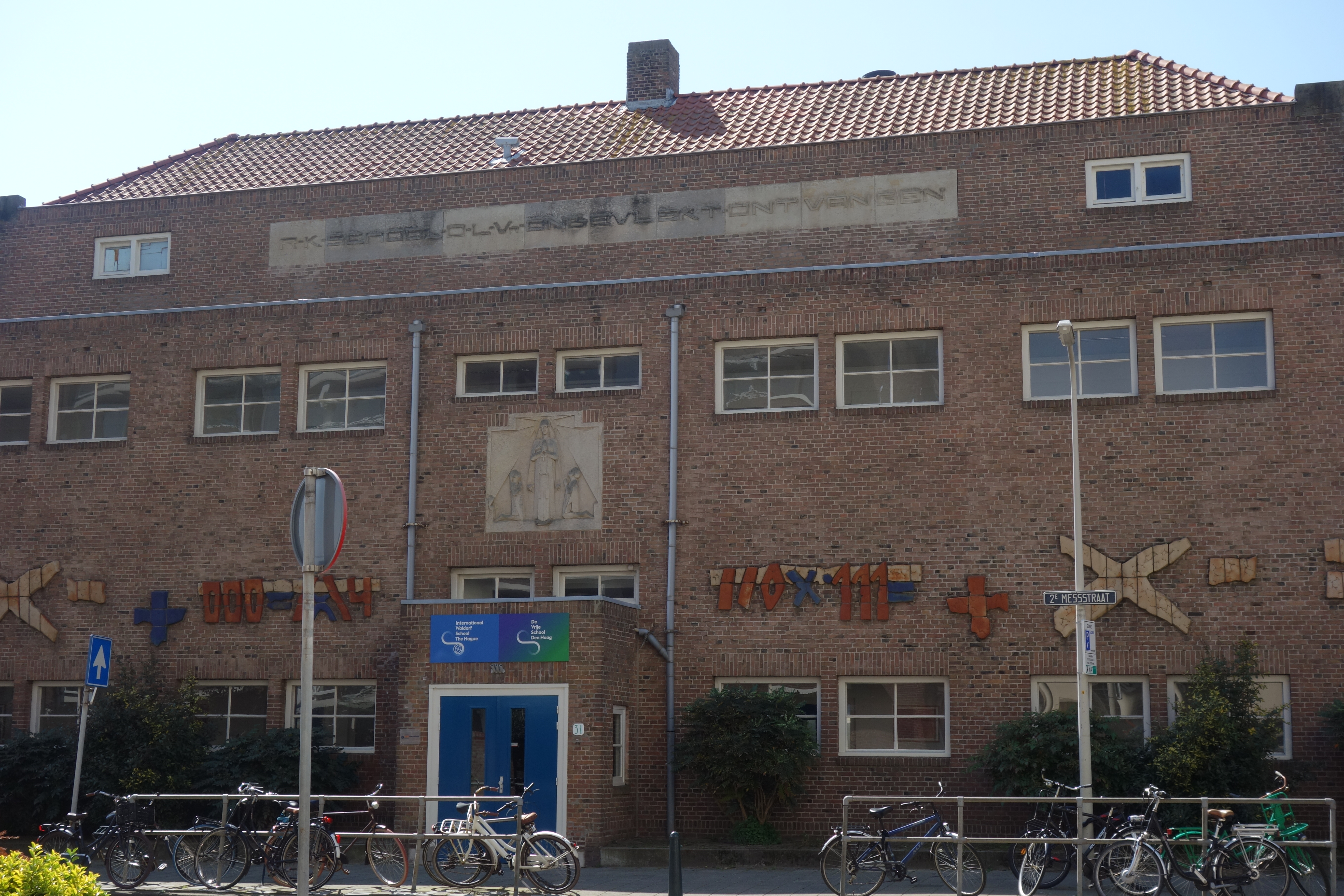
OL Vrouw-school in Scheveningen (1923)

- Karmelietessenklooster te Egmond aan den Hoef
- Kerk OLV van Lourdes te Scheveningen
- Wethouder Huibregtseschool te Wassenaar
- Sanatorium Berg en Bosch te Bilthoven
- Sanatorium De Klokkenberg te Breda
- Restauratie Sint Ritakerk te Amsterdam
- Petrus-en-Pauluskerk in Middelburg
- Voetstuk van het Ruiterstandbeeld Sint Willibrordus in Utrecht
- Kerk van de H.Nicolaas te Nieuw Den Helder
- Sint-Vincentius en Sint-Antonius van Paduakerk te Velp (Noord-Brabant)